# Župnijski jarek
Župnijski jarek je potok, ki teče skozi Podčetrtek in je desni pritok reke Sotla, mejne reke med Slovenijo in Hrvaško.